# Bărănești
Bărănești – wieś w Rumunii, w okręgu Ardżesz, w gminie Uda. W 2011 roku liczyła 182 mieszkańców.